# 리듀스 (컴퓨터 대수학 시스템)
리듀스(Reduce)는 물리학 분야에 사용되는 범용 컴퓨터 대수학 시스템이다. 리듀스 컴퓨터 대수학 시스템의 개발은 1960년대에 앤서니 C. 헤른에 의해 시작되었다. 그 뒤로 수많은 과학자들이 개발에 기여하고 있다.
리듀스는 전적으로 자체 리스프 방언, 즉 포터블 스탠더드 리스프(알골과 같은 문법인 RLISP로 표현)로 개발되었다. RLISP는 리듀스의 사용자 수준 언어의 토대로서 사용된다.
수많은 유형의 유닉스, 리눅스, 마이크로소프트 윈도우, 애플 매킨토시 시스템에서 리듀스의 구현체들을 사용할 수 있다.